# Dirphya microphthalma
Dirphya microphthalma là một loài bọ cánh cứng trong họ Cerambycidae.